# Рейносо, Лазаро
Лазаро Рейносо (исп. Lázaro Reinoso Martínez; род. 9 декабря 1969) — кубинский борец вольного стиля, призёр Панамериканских чемпионатов, Панамериканских игр, чемпионата и Кубка мира, серебряный призёр летних Олимпийских игр 1992 года в Барселоне.

## Карьера
Выступал в полулёгкой (до 62 кг) весовой категории. Серебряный (1990) и бронзовый призёр Панамериканских чемпионатов. Серебряный призёр Панамериканских игр 1991 года в Гаване. Бронзовый призёр Кубка мира 1993 года. Серебряный призёр чемпионата мира 1993 года в Торонто.
На летних Олимпийских играх 1992 года в Барселоне Рейносо проиграл выступающему за объединённую команду Магомеду Азизову, но затем победил канадца Марти Калдера, итальянца Джованни Скиллачи, северокорейца Кима Хван Чола, американца Джона Смита и занял второе место в своей подгруппе. В схватке за бронзовую медаль кубинец победил болгарина Розена Васильева.